# John Tolkin
John Michael „JMi“ Tolkin (* 31. Juli 2002 in Chatham, New Jersey) ist ein US-amerikanischer Fußballspieler.

## Karriere

### Verein
In seiner Jugend spielte er in der New York Red Bulls Academy und ging von dort dann im Sommer 2019 schon zeitweise in den Kader der zweiten Mannschaften in der USLC über. Dort kam er in der laufenden Saison 2019 dann auch schon zu einigen Einsätzen. Sein Debüt für das MLS-Team folgte dann in der Saison 2021, wo er am 8. Mai 2021 bei einem 2:0-Sieg über den Toronto FC in der 88. Minute für Andrew Gutman eingewechselt wurde. Mittlerweile gehört er mit zu den Stammspielern der Mannschaft.
Im Januar 2025 wechselte er in die deutsche Bundesliga zu Holstein Kiel. Bereits kurz nach seiner Verpflichtung geriet er in einigen deutschen Medien und bei manchen Fußballfan in die Kritik, da er als junger Erwachsener in den Sozialen Medien kontroverse Beiträge gelikt hatte. Hierfür distanzierte er sich jedoch bereits zu Zeiten, als er noch in der MLS und für die US-Auswahl spielte, und bekräftigte in Deutschland angekommen, abermals seinen Standpunkt in einem persönlichen offiziellen Statement auf der Vereinsseite.

### Nationalmannschaft
Mit der US-amerikanischen U17 nahm er an der CONCACAF-Meisterschaft 2019 teil und verlor mit seinem Team hier im Finale gegen Mexiko.
Sein Debüt in der A-Nationalmannschaft hatte er dann am 28. Januar 2023, wo er bei einem 1:1-Freundschaftsspiel gegen Kolumbien in der Startelf stand. Später wurde er dann in der 81. Minute für Julian Gressel ausgewechselt. Danach war er auch Teil der Mannschaft beim Gold Cup 2023, wo er in einem Gruppenspiel sowie dem Halbfinale zum Einsatz kam. Außerdem war er Teil der US-Mannschaft bei den olympischen Sommerspielen 2024 in Paris, bei der er alle vier Spiele absolvierte.